# Gustav Brühl (Mediziner)

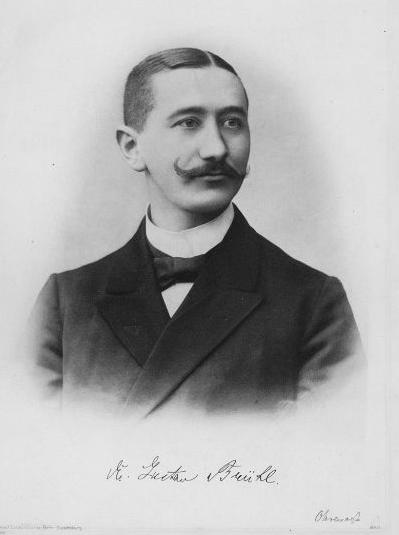
Gustav Brühl

Gustav Ernst Brühl (* 18. Juni 1871 in Berlin; † 21. November 1939 ebenda) war ein deutscher Ohrenarzt.

## Werdegang
Brühl erhielt seine Ausbildung in Wien und Freiburg bei Adam Politzer und Bloch sowie am Anatomischen Institut von Emil Zuckerkandl.
Er wurde 1894 promoviert und war ab 1898 in Berlin als Ohrenarzt tätig. Dort habilitierte er sich 1903 und wurde 1908 zum Professor ernannt. Er führte histologische Untersuchungen über das Cortische Organ durch und arbeitete zur Otosklerose.